# Aeroporto di Waterford
L'Aeroporto di Waterford (Aerfort Phort Láirge), si trova a 9,1 km a sud-est di Waterford vicino a Killowen e serve il sud-est dell'Irlanda. L'aeroporto è gestito dalla Waterford Regional Airport Plc. Nel 2008, 144.000 passeggeri sono transitati per l'aeroporto. Svolge la funzione di hub per la compagnia aerea irlandese regionale Aer Arann.

## Storia e sviluppo
L'aeroporto è stato aperto dalla Waterford Corporation con il sostegno del Governo della Repubblica d'Irlanda e del settore privato nel 1979-1980. L'investimento è stato di £ 1,76 milioni.
Nel luglio 1985 la compagnia Ryanair aprì il suo primo volo regolare internazionale da Waterford a Londra Gatwick.

## Numero di passeggeri
| Anno | Passeggeri | % Variazione |
| ---- | ---------- | ------------ |
| 2003 | 24,000     | 12%          |
| 2004 | 55,000     | 22%          |
| 2005 | 71,000     | 13%          |
| 2006 | 85,000     | 12%          |
| 2007 | 116,000    | 13%          |
| 2008 | 144,000    | 12%          |
| 2009 | 112,000    | 11%          |